# Catocala sponsa
Fiancée
Pour l'autre espèce de papillons appelée « Fiancée », voir Noctua pronuba. Pour le sens premier du terme, voir Fiancée.
Espèce
La Fiancée (Catocala sponsa) est une espèce de lépidoptères (papillons) de la famille des Erebidae.

## Distribution
On la trouve dans presque toute l'Europe sauf le nord (Scandinavie et nord de la Russie), en Afrique du Nord et depuis l'Anatolie jusqu'au Caucase. Présente dans toute la France.

## Description
Elle a une envergure de 60 à 70 mm. Ses ailes antérieures sont généralement plus foncées que celles de l'espèce proche Catocala nupta (la Mariée) et présentent une tache gris très clair dans la région médiane. Les postérieures sont d'un rouge plus foncé et montrent une bande foncée en forme de W. Au repos, les postérieures étant cachées, cette espèce est particulièrement difficile à distinguer sur les écorces.

## Biologie
L'espèce est univoltine, et les imagos volent de juillet à octobre dans les bois où poussent des chênes.
La chenille, de couleur verte, se nourrit sur les chênes.